# Nueva Constitución para Chile

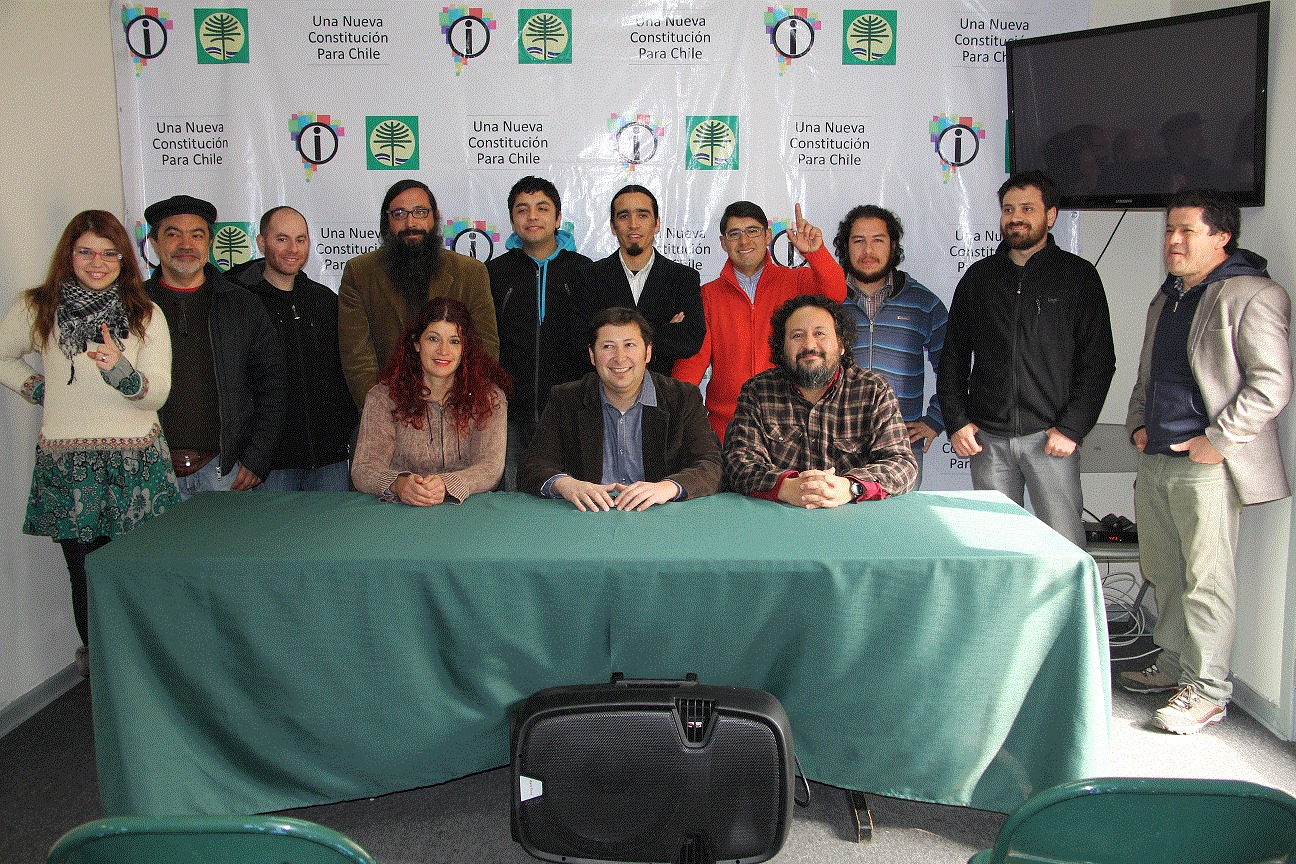
Conferencia de prensa anunciando la creación del pacto.

Nueva Constitución para Chile fue un pacto electoral chileno que agrupó al Partido Igualdad, el Partido Ecologista Verde de Chile, el Partido Ecologista Verde del Norte y diversos movimientos políticos e independientes para las elecciones parlamentarias y de consejeros regionales de 2013. Fue constituido el 3 de agosto de 2013 e inscrito oficialmente ante el Servicio Electoral de Chile el 19 de agosto.
El objetivo principal del pacto, tal como decía su nombre, era crear una nueva Constitución Política de la República de Chile mediante la realización de una asamblea constituyente. Si bien el pacto existió como tal en las elecciones parlamentarias y de consejeros regionales, en la elección presidencial cada partido apoyó a un candidato por separado: Roxana Miranda por el Partido Igualdad y Alfredo Sfeir por el Partido Ecologista Verde.
El pacto presentó 9 candidaturas a senadores, 49 a diputados, y 77 a consejeros regionales.

## Resultados electorales

### Elecciones parlamentarias de 2013
Resultados a nivel nacional.
Diputados
| Partido                  | Votos   | Porcentaje | Candidatos | Electos |
| ------------------------ | ------- | ---------- | ---------- | ------- |
| Partido Igualdad         | 67.094  | 1,08       | 20         | 0       |
| Partido Ecologista Verde | 32.762  | 0,53       | 5          | 0       |
| Independientes           | 73.047  | 1,17       | 23         | 0       |
| Total                    | 172.903 | 2,78       | 49         | 0       |

Senadores
| Partido                  | Votos   | Porcentaje | Candidatos | Electos |
| ------------------------ | ------- | ---------- | ---------- | ------- |
| Partido Igualdad         | 70.962  | 1,57       | 3          | 0       |
| Partido Ecologista Verde | 9895    | 0,22       | 1          | 0       |
| Independientes           | 95.398  | 2,11       | 5          | 0       |
| Total                    | 175.915 | 3,90       | 9          | 0       |

### Elecciones de consejeros regionales de 2013
| Partido                            | Votos   | Porcentaje | Candidatos | Electos |
| ---------------------------------- | ------- | ---------- | ---------- | ------- |
| Partido Igualdad                   | 39.336  | 0,68       | 20         | 0       |
| Partido Ecologista Verde           | 34.318  | 0,59       | 10         | 1       |
| Partido Ecologista Verde del Norte | 3.905   | 0,07       | 5          | 0       |
| Independientes                     | 122.930 | 2,12       | 42         | 0       |
| Total                              | 200 489 | 3,46       | 77         | 1       |